# Cystoderma superbum
Cystoderma superbum är en svampart som beskrevs av Huijsman 1956. Cystoderma superbum ingår i släktet Cystoderma och familjen Agaricaceae.   Inga underarter finns listade i Catalogue of Life.